# فریدون فرخزاد
فریدون فرّخزاد (۱۵ مهر ۱۳۱۵ − ۱۶ مرداد ۱۳۷۱) شاعر، ترانه‌سرا، خواننده، تهیه‌کننده، کارگردان و مجری تلویزیونی و رادیویی و مجری مراسم ایرانی بود. او همچنین در چند فیلم و ترانه به بازیگری و آهنگسازی پرداخته بود و به فعالیت‌های متنوع هنری و اجتماعی شناخته می‌شود. فرخزاد در خانواده‌ای فرهنگی و هنرمند به دنیا آمد و برادر فروغ فرخزاد، شاعر برجسته ایرانی، بود. او ابتدا در رشتهٔ علوم سیاسی در آلمان تحصیل کرد و پس از بازگشت به ایران، وارد عرصهٔ هنر و رسانه شد. به واسطهٔ اجرای برنامه‌های تلویزیونی محبوبی همچون میخک نقره‌ای، نقش مهمی در معرفی هنرمندان جوان و ترویج موسیقی ایرانی ایفا کرد. شعرهایش اغلب مضامین عاشقانه و اجتماعی داشتند و صدایش در موسیقی پاپ ایرانی جایگاه ویژه‌ای یافت.
فریدون فرخزاد، شخصیتی چندوجهی و تأثیرگذار در عرصهٔ هنر و فرهنگ ایران بود. صدای گرم و لحن خاص او در بسیاری از آثارش شنیده می‌شود و او را به یکی از چهره‌های محبوب موسیقی ایران تبدیل کرد.
فرخزاد علاوه بر فعالیت‌های هنری، به مسائل اجتماعی و سیاسی نیز علاقه‌مند بود و در آثارش به انتقاد از برخی رویه‌ها پرداخت. وی به دلیل دیدگاه‌های انتقادی خود نسبت به مسائل سیاسی و اجتماعی، در داخل و خارج از ایران مورد توجه و بحث بود. پس از انقلاب ۱۳۵۷، به دلیل محدودیت‌ها و فشارهای وارده، مجبور به ترک ایران شد و در تبعید به فعالیت‌های هنری و سیاسی خود ادامه داد. او در این دوران کنسرت‌ها و برنامه‌هایی برای جامعه ایرانیان خارج از کشور برگزار کرد.
فرخزاد پس از انقلاب ۱۳۵۷ به فعالیت سیاسی علیه حکومت جمهوری اسلامی پرداخت و عضو سازمان درفش کاویانی بود که در جریان قتل‌های زنجیره‌ای ایران، در سال ۱۳۷۱ در شهر بُنِ آلمان توسط جمهوری اسلامی ترور شد. از فریدون فرخزاد به‌عنوان «نامی‌ترین شومَن ایران» یاد می‌شود. قتل فریدون فرخزاد در آن زمان بازتاب گسترده‌ای در رسانه‌ها داشت و جامعه هنری ایران را شوکه کرد. او به عنوان یکی از هنرمندان منتقد و جسور شناخته می‌شد و قتل او به عنوان یک ضایعه فرهنگی تلقی شد. آثار فرخزاد همچنان پس از گذشت سال‌ها مورد توجه قرار می‌گیرد و او به عنوان یکی از چهره‌های ماندگار موسیقی و فرهنگ ایران یاد می‌شود.

## زندگی

### کودکی و تحصیلات

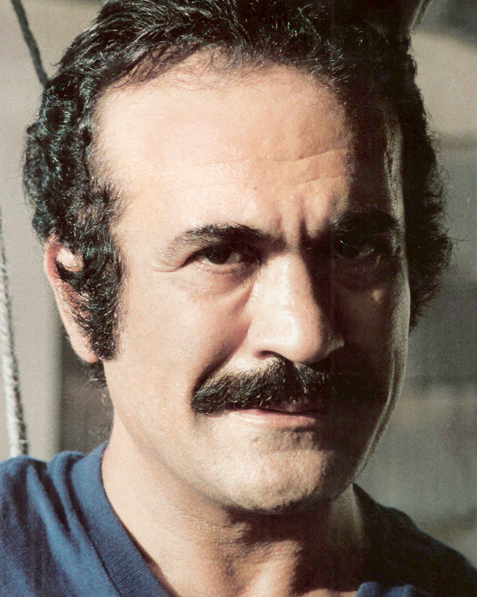
تصویر فریدون فرخزاد در مجله اطلاعات هفتگی

فریدون در ۱۵ مهر ۱۳۱۵ در خیابان امیریه، چهارراه گمرک تهران از پدری تفرشی و مادری کاشانی زاده شد. فریدون فرزند بتول وزیری‌تبار و سرهنگ محمّد فرخزاد است. از دیگر اعضای خانوادهٔ او می‌توان خواهرش فروغ فرخزاد و خواهر بزرگ‌ترش پوران فرخزاد را نام برد. کوچک‌ترین فرزند خانوادهٔ فرخزاد، مهرداد فرخزاد است که به‌عنوان آخرین بازماندهٔ خانوادهٔ فرخزادها روز یکشنبه ۱۸ آذر ۱۳۹۷ در بیمارستانی در تهران درگذشت. خواهر کوچک‌تر فریدون، گلوریا و برادر دیگر او امیرمسعود نیز در گذشته‌اند. فریدون مدتی در دبستان رازی و بعد در دبیرستان دارالفنون درس خواند و سپس به آلمان رفت. در مونیخ، وین و برلین حقوق سیاسی خواند. پایان‌نامهٔ فوق لیسانس علوم سیاسی را دربارهٔ تأثیر عقاید مارکس بر کلیسا و حکومت آلمان شرقی نوشت و از دانشگاه مونیخ در مقطع کارشناسی ارشد (M.A) دانش‌آموخته شد. سپس در دوره دکتری حقوق سیاسی در همان دانشگاه، مشغول به تحصیل شد اما تحقیق در رسالهٔ دکتری را که در مورد وضعیت حقوق سیاسی احزاب در لهستان بود، ناتمام گذاشت و به ایران بازگشت.

### ازدواج

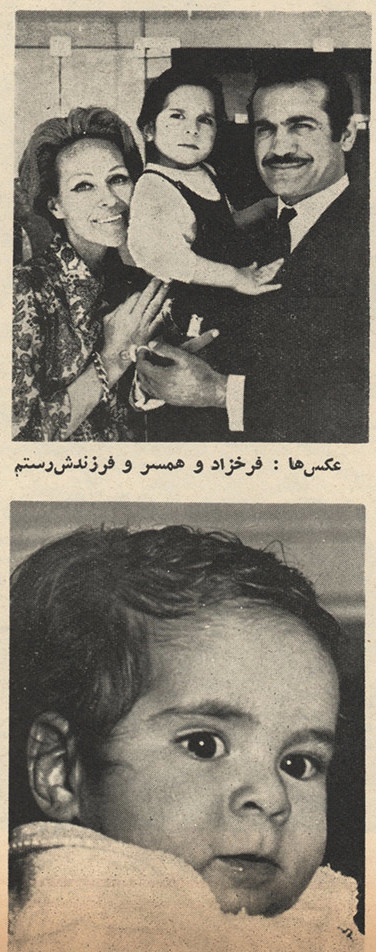

او در سال ۱۹۶۲ در آکسفورد با «آنیا بوچکووسکی»، زنی آلمانی که علاقه‌مند به تئاتر و ادبیات بود، ازدواج کرد. فرزند نخست آنها، «اوفلیا»، در روزهای آغازین زندگی درگذشت و فرزند دوم آن‌ها «رستم» نام داشت که در آسایشگاهی در آلمان نگهداری می‌شد و در روز چهارشنبه ۴ اسفند ۱۴۰۰ درگذشت. فرخزاد و بوچکووسکی پس از مدتی از هم جدا شدند. فرخزاد برای بار دوم، با دختری ایرانی به نام ترانه سندوزی ازدواج کرد که آن نیز منجر به جدایی شد.
فرخزاد در طول زندگی دو بار ازدواج کرد و طلاق گرفت. اولین ازدواج او در سال ۱۹۶۲ با یک زن آلمانی-لهستانی به نام آنیا بوچکوفسکی که در آکسفورد با او آشنا شد، انجام شد. او نیز مانند فرخزاد به شعر و تئاتر علاقه داشت و پس از آشنایی با او بود که فرخزاد شروع به سرودن شعر کرد. حاصل این ازدواج پسری به نام رستم بود. فرخزاد و آنیا بعداً از هم جدا شدند و طلاق گرفتند. در ۴ بهمن ۱۳۵۲ با دختری ایرانی به نام ترانه سندوزی، دختر دکتر سندوزی رئیس دانشکده دندانپزشکی مشهد ازدواج کرد این ازدواج یکی از جنجالی‌ترین ازدواج‌ها در زمان خود بود و در مراسم ازدواج فرخزاد چهره‌های سرشناسی مانند اکبر گلپایگانی، هایده، اکی بنایی، ملوک ضرابی و … حضور داشتند امیر عباس هویدا که از دوستان نزدیک فرخزاد بود، نیر طی پیامی عدم حضور خود را مشغله کاری عنوان کرد و ازدواج فرخزاد را به وی تبریک گفت. این ازدواج نیز پس از چند ماه، منجر به طلاق شد.
اسفندیار منفردزاده مدعی شد که فرخزاد همجنسگرا بوده است. وی در این باره گفت: مانع اصلی او گرایش جنسی‌اش بود که از آن خجالت نمی‌کشید؛ آن را می‌دانست و می‌خواست که مردم هم آن را بفهمند. وی در اجرایی در استرالیا به گرایش جنسیش به مردان نیز اشاره کرده بود:
من ۱۰ سال با یک زن زندگی کردم و بی‌نهایت عاشق آن زن بودم. این جمله‌ها را به شما می‌گویم که بدانید من خرده‌برده‌ای با شما ندارم و به هیچ‌کدام شما یک سِنت بدهکار نیستم. ولی شهامت اخلاقی انسان این را ایجاب می‌کند که مثل یک مرد بایستد و به مردم بگوید که من این‌گونه فکر می‌کنم. من ۱۰ سال بعدی زندگی‌ام با یک مرد زندگی کردم و بی‌نهایت عاشق آن مرد بودم.— فریدون فرخزاد
در سال ۲۰۲۲ نامه‌ای از فرخزاد خطاب به پسرعمه همسر اولش در لهستان یافت شد که بر گرایش‌های همجنسگرایانه فرخزاد صحه می‌گذارد.

### زندگی حرفه‌ای
فرخزاد در سال ۱۹۶۴ اولین مجموعه شعر خود را منتشر کرد که با استقبال منتقدان ادبی همراه بود و او را برنده جایزه ادبی شعر برلین کرد. فریدون فرخزاد چند سالی عضو آکادمی ادبیات جوانان مونیخ بوده و در سال ۱۹۶۶ به رادیو و تلویزیون این شهر نیز راه پیدا کرده است. در رادیو سلسله برنامه‌هایی همراه با طنز و توأم با موسیقی خاورمیانه از جمله ایران تهیه می‌کرده و در تلویزیون مجموعه فیلم رنگی خیابان‌های آلپ را ساخته است.
او در ۱۹۶۷ روی موزیک محلی (فولکلور) ایران، موزیک مدرن ساخت و با این موزیک به فستیوال موزیک اینسبورگ اتریش راه یافت که جایزهٔ اول را هم دریافت نمود. فریدون فرخزاد به‌جز زبان فارسی به زبان‌های آلمانی، انگلیسی و فرانسوی سخن می‌گفت.
در بازگشت به ایران با درخواست او برای تدریس در دانشگاه، مخالفت شد «چون پایان‌نامه‌ام راجع‌به مارکس و مسائل سوسیالیستی بود در هیچ‌کجا به کارم نگرفتند و من مدت یک سال بدون کوچک‌ترین حق و حقوق، گرسنه و درمانده در وطن، آواره بودم.»
فریدون فرخزاد، به‌جز داشتن تحصیلات آکادمیک در علوم سیاسی، شاعر، نویسنده، برنامه‌پرداز، کارگردان، بازیگر، خواننده و مبتکر چندین برنامهٔ تلویزیونی، از جمله برنامهٔ موفق میخک نقره‌ای در ایران بود. تعداد زیادی از هنرمندان مشهور حال حاضر ایران را او به مردم معرفی نمود که ستار، ابی، مرتضی، شهره و شهرام صولتی، لیلا فروهر، نوش آفرین و سلی از جمله آنان هستند. او می‌کوشید شیوهٔ ویژهٔ خود را در زمینهٔ برنامه‌پردازی داشته باشد. بخش‌هایی از شعرهای او به کاباره‌های سیاسی اروپایی شباهت داشت و در لابلای تکه‌های سرگرم‌کننده، انتقادهایی از سیاست‌های روز را می‌گنجانید. فرخزاد در رابطه با مجری‌گری‌اش در تلویزیون گفته است: «همیشه سعی می‌کنم مردم را در یک برنامهٔ سه‌ساعتهٔ تلویزیونی که پر از خنده و شوخی و آواز و رقص است متوجه مطالبی بکنم که ارزش دارد بر روی آن‌ها فکر بشود.»

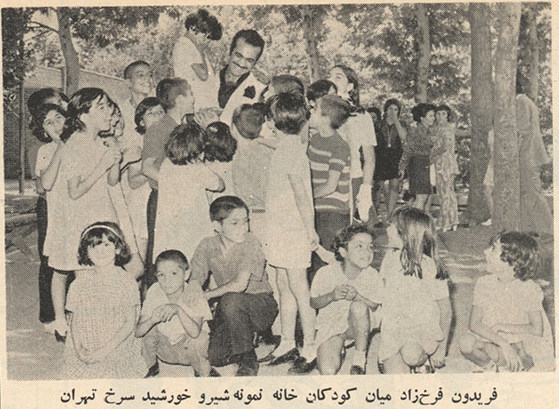
فریدون فرخزاد میان کودکان خانه نمونه شیر و خورشید سرخ تهران

او در سال۱۳۵۰ در فیلم دل‌های بی آرام، به کارگردانی اسماعیل ریاحی و بازی ایرج قادری و شهلا ریاحی نیز ایفای نقش کرد.
فرخزاد در زمینهٔ موسیقی نیز فعالیت داشت و ملودی‌های روز غربی را در پیوند با شعر فارسی می‌خواند مثل «آداجیو» یا «آیا برامس را دوست دارید؟» و گاه ترانه‌هایی مثل «آواز خوان، نه آواز» و «شهر من تهران» را خود می‌ساخت. آلبوم‌های موسیقی بسیاری نظیر کسی می‌آید، خاطرهٔ یک، شب بود بیابان بود، شهر من، آفتاب می‌شود و آهنگ‌های طلائی از او منتشر شده است.

### پس از انقلاب ۱۳۵۷ و مهاجرت
فریدون فرخزاد پس از انقلاب در پاسخ به درخواست سازمان فدائی برای همکاری هنرمندان با این سازمان، به «کارگاه هنر» ستاد چریک‌های فدائی رفت اما یکی از فرماندهان وقت سازمان دستور داد «فوراً این بچه قرتی را از ستاد بیرون می‌اندازید.» در همین هنگام او به دادگاه‌های انقلاب اسلامی احضار شد و مدت کوتاهی را در بازداشت به سر برد و سپس به پاریس و بعد شهر لس آنجلس در آمریکا مهاجرت کرد. او کتاب در نهایت جمله آغاز است عشق، را در این شهر منتشر کرد. فرخزاد دربارهٔ انتشار کتابش در لس آنجلس می‌گوید: «این‌جا، شهر نیست، جنگل است. شوره‌زار است، کویر است، مرداب است و بوی تعفن آن جهان را پر کرده است! شاید کتاب من نسیم معطری باشد به مشام جان‌های خسته از خیانت و جنایت! و خجالت می‌کشم که چاپ اول کتابم در لس آنجلس منتشر می‌شود.»
فرخزاد پس از ترک لس آنجلس ابتدا در شهر هامبورگ آلمان و سپس شهر بُن، ساکن شد و به فعالیت‌های سیاسی علیه جمهوری اسلامی پرداخت. او یک پادشاهی‌خواه میهن‌پرست بود و در همهٔ برنامه‌هایش این را آشکارا بیان می‌کرد. در این راستا آثاری نیز از خود به جای نهاده است. آهنگ‌هایی چون پادشاه، همرزمان و ژاله.

### فعالیت‌های هنری در خارج از ایران

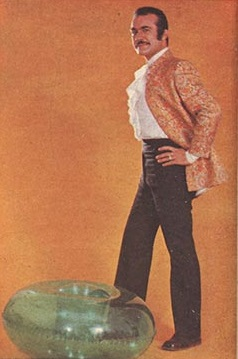

فریدون فرخزاد به سال ۱۹۹۱ در فیلم دومش عشق من، وین نقش یک مرد مسلمان متدین را ایفا کرد. او در همین سال برای شرکت در جشنوارهٔ فیلم استکهلم که فیلم «عشق من، وین» را نمایش می‌داد به سوئد رفت. این فیلم در جشنوارهٔ استکهلم با استقبال زیادی هم از سوی سوئدی‌ها و هم ایرانی‌ها روبه‌رو شد.
او پس از انقلاب کنسرت‌های متعددی در شهرهای گوناگون جهان برگزار می‌کرد. فرخزاد همچنین به‌مدت چهار سال، برنامه‌های رادیویی «سلام همسایه‌ها» را که برای ایران پخش می‌شد، تهیه می‌کرد. آخرین کتاب شعر فرخزاد به نام «من از مردن خسته‌ام» در انتقاد از حکومت مذهبی ایران بود.

### پرونده قضایی
پوران فرخزاد خواهر فریدون فرخزاد می‌گوید که در سال‌های جنگ ایران و عراق، فریدون سه بار به عراق سفر و به نوجوانان اسیر ایرانی در عراق کمک کرده است. در آبان ماه ۱۳۶۷ او یک برنامهٔ گلریزان تلویزیونی را در لس‌آنجلس برای گردآوری کمک به کودکان قربانی جنگ ایران و عراق ترتیب داد. یک سال بعد پلیس لس‌آنجلس تحقیقاتی را در این آغاز و او را متهم کرد که ۲۸ هزار و ۵۰۰ دلار از کمک‌ها را اختلاس کرده و به اروپا گریخته است. و نیز متهم به جعل یک چک تقریباً ۱۳ هزار دلاری شد. در نهایت خود او داوطلبانه در فروردین ۱۳۷۱ به کالیفرنیا بازگشت و خود را به مقام‌های قضایی تسلیم کرد. او به قید وثیقه آزاد شد، اما پروندهٔ قضایی به مرحلهٔ محاکمه نرسید و کمتر از پنج ماه بعد، فرخزاد به قتل رسید.

### قصد برای بازگشت به ایران
از سوی حکومت جمهوری اسلامی با برخی از شخصیت‌های سرشناس مخالفان حکومت — که در بیرون از ایران اقامت داشتند — تماس برقرار شده و ادعا می‌شود که وضعیت در جمهوری اسلامی برای بازگشت مخالفان، به شرط ادامه ندادن فعالیت سیاسی، تغییر کرده و آنان می‌توانند بدون نگرانی به ایران بازگردند؛ در حالی که بعدها روشن شد که هدف اصلی از چنین تماس‌ها و گفت‌وگوهایی کشتن آن‌هاست که فریدون فرخزاد هم برای رسیدگی به وضعیت (بیماری) مادرش در ایران، این پیشنهاد را می‌پذیرد؛ ولی ترور می‌شود. به گزارش رادیو فردا و به نقل از دوستان و آشنایانش، او در ماه‌های پایانی زندگی خود، به افسردگی و ناامیدی دچار شده بود.

## ترور
جسد فرخزاد در ۱۶ مرداد ۱۳۷۱ توسط پلیس آلمان کشف شد. طبق نتایج کالبدشکافی، او بین ۹ تا ۱۵ مرداد ۱۳۷۱ در محل سکونتش در شهر بن بر اثر ضربات چاقو به قتل رسیده بود. در آبان ۱۳۷۲، اداره کل ثبت احوال امور خارجه جمهوری اسلامی در سندی تاریخ قتل او را ۹ مرداد ۱۳۷۱ اعلام کرد. همسایه‌های فرخزاد از صدای زوزه‌های دو سگ فرخزاد به پلیس شکایت کرده و همین گزارش سبب کشف جسد می‌شود. به گزارش روزنامه‌ای آلمانی، قاتلان در دهان وی چاقو زده بودند و سی و هفت ضربهٔ کارد آشپزخانه از پشت به او فرود آوردند و جسد مُثله‌شدهٔ او در حالی کشف شد که کاردی در کتف او وجود داشت. اما مهراد فرخزاد (برادر فریدون)، که برای شناسایی جسد به پلیس مراجعه کرده بود، شایعه آسیب به دهان را به کلی رد کرده است.
بنابر شواهد پرونده، فرخزاد در روز قتل، مهمان داشته و او برای مهمانش هندوانه‌ای تهیه کرده است و با همان کارد برش هندوانه به قتل رسیده است. جسد فرخزاد به خاطر گذشت زمان و روشن ماندن اجاق برقی در خانه، زودتر از حالت عادی فاسد شده بود و از همین جهت، جسد در کاور پزشکی و تابوت دفن شده است.
به گزارش رادیو فردا در سال ۲۰۲۱، دولت آلمان اعلام کرد از آنجایی که این پرونده هنوز باز است، امکان اعلان رسمی در مورد آن نیست. به گزارش بی‌بی‌سی، «هفتصد مارک قرض بانکی، چند ماه اجارهٔ عقب‌مانده و خاک‌سپاری غریبانهٔ جسد سلاخی‌شدهٔ فرخزاد در «گوری رایگان در شهر بن»، انزوای هنرمند پرآوازه‌ای چون او را تصویر و برخورد بی‌رحمانهٔ جامعهٔ تبعیدی ایرانیان با او را نشان می‌دهد.»

### قاتلان
بر اساس شواهد پرونده، با توجه به وجود سه فنجان قهوه بر روی میز محل جنایت، قاتلان ۲ یا ۳ نفر بوده‌اند. به گزارش رادیو فردا، دست‌اندرکاران این قتل یکی از آشنایان فرخزاد را برای کشتن او به کار گماشته‌اند.
تحقیقات رادیو فردا به‌استناد اعتراف‌های ابوالقاسم مصباحی جاسوس سابق جمهوری اسلامی ایران در اروپا، دو فرد را مسئول این ترور می‌داند که شخص اصلی مدت زیادی است درگذشته است و از دوستان فرخزاد در لس آنجلس بوده است. بنابر ادعای مصباحی، این شخص در ایران دارایی‌هایی داشته که آنها بعد از انقلاب ۵۷ توقیف شده‌بود و وی برای آزاد کردن دارایی‌هایش در ایران و جلب نظر جمهوری اسلامی دست به این قتل زده است. اکبر گنجی در گزارشی در کتاب «عالیجناب سرخپوش، عالیجنابان خاکستری» قاتل را یک ایرانی می‌داند که پس از قتل به ایران بازگشته است.

### متهمان قتل
با گذشت سالیان طولانی از این قتل، پلیس آلمان همچنان این پرونده را مختومه اعلام نکرده است.
قتل او به عوامل جمهوری اسلامی ایران نسبت داده شده است. از آنجا که پروندهٔ قتل‌های زنجیره‌ای ایران پیگیری نشد، عاملان و آمران این قتل نیز مشخص نشدند. ایرج مصداقی، فعال سیاسی و زندانی سیاسی سابق، نیز در گفتگویی که به‌مناسبت نوزدهمین سالگرد درگذشت فریدون فرخزاد با رادیو فردا انجام داد، گفت به‌باور او کشته شدن فرخزاد «قطعاً به‌دست عوامل وزارت اطلاعات جمهوری اسلامی» انجام شده بود. مصداقی برای دفاع از نظریهٔ خود قتل‌های زنجیره‌ای انجام‌شده در ایران را مثال می‌آورد و تأکید می‌کند در این شکل قتل‌ها، عوامل اطلاعاتی قربانی را به‌اصطلاح رایج میان خود «کاردی» می‌کردند، اتفاقی که دقیقاً در مورد فرخزاد نیز انجام شد و الگوی قتل بسیاری از مخالفان دیگر از جمله «داریوش و پروانه فروهر و کوروش آریامنش (رضا مظلومان) و…» در این مورد نیز تکرار شد. میرزا آقا عسگری (مانی) که کتاب «خنیاگر در خون» دربارهٔ فرخزاد، به قلم او منتشر شده، انتقادهای عیان فریدون فرخزاد از استبداد سیاسی و مذهبی حاکم بر ایران را از انگیزه‌های قاتلان می‌داند و تأکید می‌کند «جرمش این بود که اسرار هویدا می‌کرد.» به گزارش رادیو فردا، پلیس آلمان شواهدی برای دست داشتن ایران در یک عملیات دولتی در این قتل خبر داده است.
اسماعیل پوروالی، روزنامه‌نگار ملی‌گرای ایرانی و از دوستان فرخزاد، در همان سالی که فریدون فرخزاد به قتل رسید، در مطلبی که در ماهنامهٔ روزگار نو چاپ شد نوشت: «نام فریدون فرخزاد زمانی در فهرست مهدورالدم‌ها قرار گرفت که در سفری به عراق جهت اجرای برنامه برای اسرای ایرانی و یافتن راهی جهت کمک به اسرای خردسال و نوجوان، مذاکراتی را با مقامات امنیتی این کشور در رابطه با برادر سعید محمدی، نوازنده و خوانندهٔ جوانی که فرخزاد او را کشف کرده و مشوّق و حامی او بود انجام داد.» برادر سعید، علی‌اکبر محمدی، خلبان هواپیمایی آسمان و از واحد ویژهٔ پرواز بلندپایگان جمهوری اسلامی بود که گاه خلبانی پروازهای علی خامنه‌ای و علی‌اکبر هاشمی رفسنجانی را بر عهده داشت. به‌گفتهٔ پوروالی عراقی‌ها به فرخزاد پیشنهاد کرده بودند که با کمک علی‌اکبر محمدی، هاشمی رفسنجانی را با گریز از ایران به بغداد تحویل دهد و در مقابل زمینهٔ آزادی سعید فراهم شود. علی‌اکبر محمدی سرانجام در تاریخ ۲۱ مرداد ۱۳۶۵ موفق می‌شود با یک فروند جت فالکن-۲ که به‌منظور انجام پرواز آزمایشی از فرودگاه رشت به پرواز درآمده بود، با استفاده از حریم هوایی ترکیه، به بغداد بگریزد. هرچند رفسنجانی با او نبود اما عراقی‌ها توانستند از این فرار استفادهٔ تبلیغاتی زیادی کنند. علی‌اکبر پس از یک ماه از عراق به آلمان غربی رفت، اما در ۲۳ دی ۱۳۶۵ در شهر هامبورگ به دست دو فرد ناشناس به قتل رسید. پوروالی می‌نویسد: «دستور قتل فرخزاد را ری‌شهری صادر کرده بود و تیم عملیات، زیر نظر فلاحیان انجام وظیفه می‌کرد.» «فلاحیان دستور بررسی و ارزیابی راه‌های به‌قتل‌رساندن فرخزاد را به تیم بررسی و طراحی سپرد که زیر نظارت مستقیم سعید اسلامی (امامی) قرار داشت.» فرخزاد که برای دیدن مادرش در ایران دلتنگ بود با برخی مقامات اطلاعاتی ایران در آلمان تماس برقرار می‌کند و در نهایت پوروالی نام برخی مأموران اطلاعات را به‌عنوان قاتل فرخزاد معرفی می‌کند. در برابر نیروهای جمهوری اسلامی این اتهام را رد کرده و گروه‌های مختلفی را در مقابله به این جنایت متهم می‌کنند.

#### مجاهدین خلق
از سوی برخی از مقامات جمهوری اسلامی همچون عباس سلیمی، این قتل به گروه مجاهدین خلق نسبت داده شده است. عباس سلیمی در اینباره مدعی است که فرخزاد با وی تماس گرفته و با وجود حضور در اردوگاه متعلق به مجاهدین خلق (در طول دوران جنگ ایران و عراق)، از آنها اعلام انزجار کرده و قصد داشته به ایران بازگردد. بر اساس این ادعا، مجاهدین خلق یکی از متهمان از جانب طرفداران جمهوری اسلامی در قتل فرخزاد معرفی شده است.
در تاریخ 18 اسفند 1403 محسن رفیق دوست در گفت و گو با دیده بان ایران ، ترور فریدون فرخزاد را به گروه  باسک استقلال طلبان اسپانیا نسبت داد.

#### اظهارات محسن رفیق‌دوست
محسن رفیق‌دوست در گفتگویی اعتراف کرد فرماندهی ترور  تیمسار غلامعلی اویسی، فریدون فرخزاد، شهریار شفیق پسر اشرف و شاپور بختیار به توسط گروه باسک و با پرداخت پول به‌صورت غیرمستقیم به آنها توسط یک روحانی بر عهده من بوده است. 

## پس از قتل

### جابه‌جایی قبر

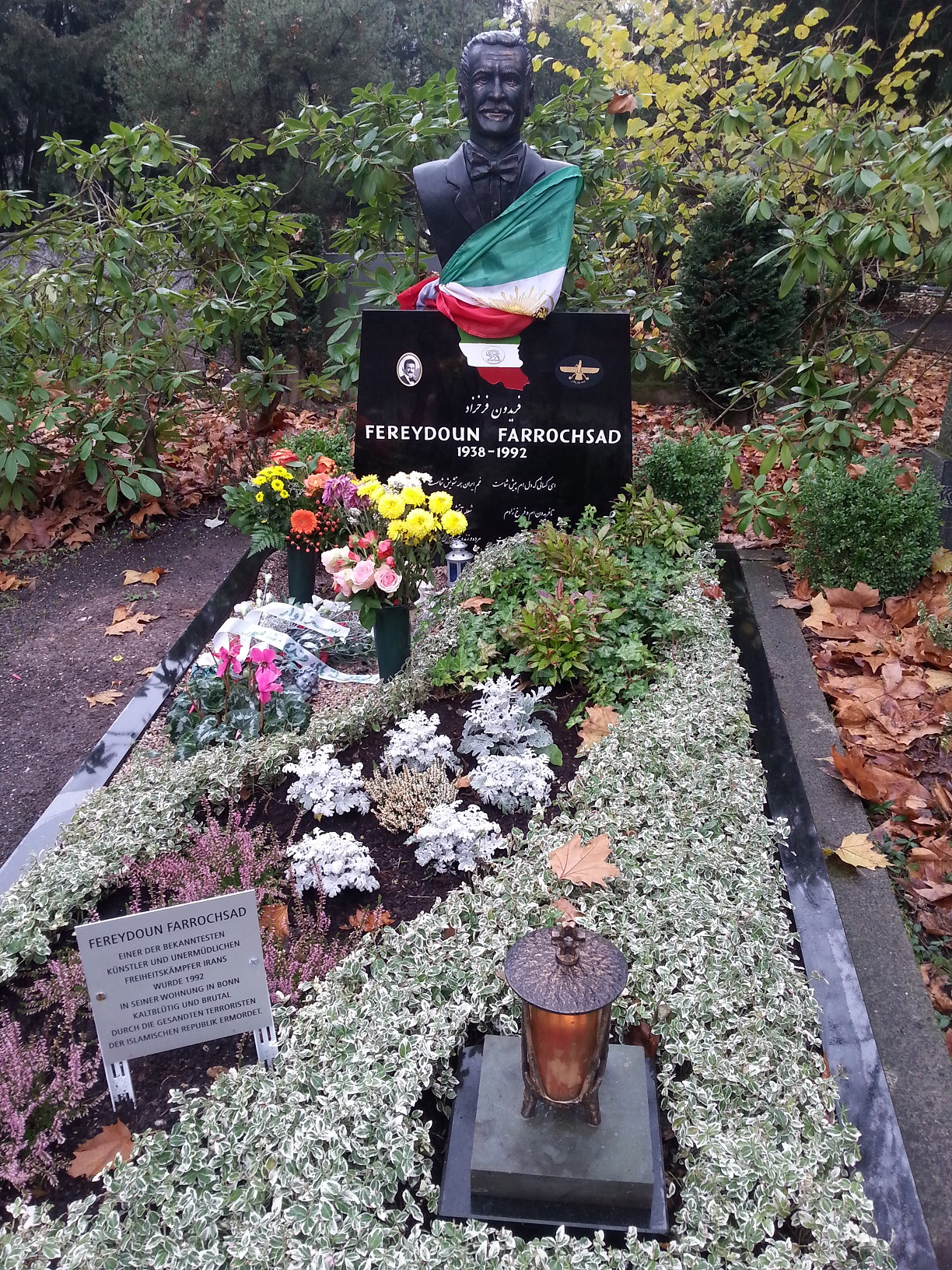
آرامگاه فریدون فرخزاد در شهر بُن آلمان

پس از قتل فریدون فرخزاد، پیکر وی در بخشی از گورستان شهر بُن در گور مجانی به خاک سپرده شد که متعلق به شهرداری آن شهر بود. با گذشت پانزده سال از زمان قتل، شهرداری بن برای تخریب آرامگاه فرخزاد و شماری دیگر از قبرهای نزدیک وارد عمل شد. در مقابل با تلاش جمعی از دوستداران فریدون فرخزاد به‌سرپرستی علیرضا قلی‌پور و هماهنگی با شهرداری شهر بن، قبر جدیدی برای نگهداری از بقایای پیکر فریدون فرخزاد خریداری و طی مراسمی فریدون فرخزاد در مکانی تازه و دائمی مجدد به خاک سپرده شد. آرامگاه وی در cimetière bonn nordfriedhof kölnstr ۴۸۷ شهر بن است. علیرضا قلی‌پور که وکالت رسمی خانواده فرخزادها را در خارج از کشور بر عهده دارد، می‌گوید قصد دارد پیکر فریدون فرخزاد را به ایران بازگرداند.

### یادبود
هر ساله برای یادبود وی، مراسم سالگردی در قبرستان محل دفن او در اروپا برگزار می‌شود.

## آثار

### مجموعه اشعار
عجب رسمی‌ست
جماعت فاحشه‌پسند،
می‌نالند از کمبود دختر پاک!

گفتاری از فریدون فرخزاد

نه مرگ آن‌قدر تلخ است، نه زندگی آن‌قدر شیرین، که انسان برای این دو شرفش را بدهد.

گفتاری از فریدون فرخزاد
فریدون فرخزاد از نوجوانی به شعر و سرودن آن علاقه داشت و ازدواج با آنیا او را در کار شعر جدی‌تر ساخت. فرخزاد به زبان آلمانی شعر می‌گفت و می‌نوشت. شعرهایش را به زبان آلمانی برای روزنامهٔ زوددویچه تسایتونگ و نیز مجلهٔ دوزبانهٔ کاوه فرستاد که پیش از او شعرهای سیروس آتابای را نیز انتشار داده بودند. چیزی نمی‌گذرد که مارتین والزر نویسنده معروف، یازده شعر او را برای انتشار در یک جنگ ادبی که انتشارات زورکامپ قصد چاپ آن را داشته برمی‌گزیند.
فرخزاد سرانجام در سال ۱۹۶۴ نخستین مجموعه شعر مستقل خود را با عنوان «فصل دیگر» انتشار داده که تحسین بعضی منتقدان معروف را برانگیخت. شاعر معروف آلمان «یوهانس بوبروفسکی» نیز پیشگفتاری برای «فصل دیگر» نوشت.
پنج ماه بعد از انتشار، جایزهٔ ادبی شعر برلین را نیز از آن خود ساخت که اعطای آن با سخنرانی یوهانس بوبروفسکی همراه بود. او درمورد فرخزاد و سیروس آتابای گفت:
این شاعران ایرانی به ما نشان داده‌اند که در دنیای مملو از وحشت جنگ، هنوز می‌توان زیست!
اشعار آلمانی وی از سوی ناشران بزرگ کتاب آلمان به‌عنوان بهترین اشعار سال برندهٔ جایزه شد و در کتابی که همه‌ساله منتشر می‌شود آثار فریدون فرخزاد در ردیف ده شاعر و نویسندهٔ سال چاپ شد. «فصل دیگر»، در ردیف آثار گوته و شیللر قرار گرفت. شعر فرخزاد که دربارهٔ برلین بود نیز جایزهٔ ادبیات برلین را گرفت.
- من و آن من دیگر
- در نهایت جمله آغاز است عشق
- فصلی دیگر (به آلمانی)[۴۳]

| در گوشهٔ این اتاقِ تاریک      |  | یک باغ نشسته است بیدار   |
| از دوست ندیده جز مذلّت       |  | از غیر کشیده رنجِ بسیار   |
| در ریشهٔ هر گیاهِ سبزش        |  | انبوهِ کسالت است و دیوار  |
| بر بامِ بلندِ ابرهایش         |  | خورشید نمی‌شود پدیدار     |
| هر ثانیه‌اش هزار سال است     |  | در فاصلهٔ نگاه و دیدار    |
| این باغ منم که خسته از خویش |  | در خویش خزیده‌ام دوصد بار |
| عشق است که می‌دهد خزانم      |  | عشق است که می‌کند گرفتار  |

### فیلم‌ها
- عشق من وین در نقش علی محمد به کارگردانی هوشنگ الهیاری[۱۶]
- دل‌های بی‌آرام در نقش فرهاد به کارگردانی اسماعیل ریاحی[۱۳]

### برنامه‌های تلویزیونی و رادیویی
- برنامهٔ تلویزیونی خیابان‌های آلپ (آلمان)
- برنامهٔ تلویزیونی میخک نقره‌ای (۱۳۴۷)[۴۵]
- برنامهٔ تلویزیونی سلام همسایه‌ها (۱۳۵۱)[۴۶]
- برنامه رادیویی جمعه بازار (۱۳۵۱)[۴۷]
- برنامه تلویزیونی ناسیونال شو (۱۳۵۱)[۴۷]
- برنامه تلویزیونی سایه روشن (نوروز ۱۳۵۴)
- مجموعه تلویزیونی لحظه (کارگردان: محمد صالح‌علا ۰ اپیزود: یک اسم قشنگ)
- برنامه تلویزیونی بزرگ‌ترین شوی هفته (۱۳۵۶)
- برنامهٔ تلویزیونی دو ساعت با فریدون فرخزاد (۱۳۵۷)
- مسابقه تلویزیونی زود، تند، سریع (۱۳۵۷)
- برنامه تلویزیونی میخک نقره‌ای شکسته (دهه ۶۰ شمسی، آمریکا)

### آلبوم‌های موسیقی
- کسی می‌آید (اسب سفید-برای جفتم-دریچه-دوست-انقلاب-انتظار-عشق-گفتگو-گل سرخ-کسی می‌آید-محالی-راه گشا)
- خاطره یک (سلام-آبشار-شب من-پیچک-خاکستر-آوازه خوان-افسوس-می‌گریزی-زد-بی تو هیچم-اسب-بوم بابا بومبا)
- خاطره دو (شرقی غمگین-موندم از بودنت-آرمانی-سنگدل-درو وانمی‌کنم-سیمپاتی-بخون بخون-اومدی-حالت شب-تاک-Green Field)
- شب بود، بیابان بود (شب بود، بیابان بود-چشم تو-بهار-شهر من-هوسم عشق-حرف من-کوچه)
- شهر من (چشم من-بهار-شهر من-هوسم عشق-حرف من-کوچه-بی کلام بهار)
- سفر عشق
- دلم گرفته (اسب سفید-برای همیشه-برف زمستان-دلم گرفته-پسرم-سخن از عشق-تنها ماندم-یک گندم-من و تو)
- درو وانمی‌کنم (آبشار (کرال)-بخون بخون-درو وانمی‌کنم (کرال)-ای شرقی غمگین (کرال)-Green Field-حالت شب-من چه هستم-سنگدل)
- آفتاب می‌شود
- آشیانه (آبشار-آشیانه-از من نخواه-بهار-برای جفتم-بی تو می‌میرم-بوم بابا بومبا-درو وانمی‌کنم-دل زارم)
- دیو تنهایی
- آهنگ‌های طلائی[۴۸] (سلام- صحبت سلام-آبشار (کرال)-صحبت آبشار-شب من-صحبت مهناز-بارون بهاری-صحبت اکی بنایی-آوازه خوان نه آواز-صحبت رامش-افسوس-صحبت از شمسی اشتری-زائر-صحبت از حمیرا-بی تو هیچم-آشیانه-افتاب-سنگ صبور-مرگ من-صحبت پایانی)

## آثار دربارهٔ فرخزاد
- خنیاگر در خون؛ نوشته میرزا آقا عسگری («مانی»).[۴۹]
- شرقی غمگین: یک مستند تلویزیونی که در سه قسمت یک ساعته توسط رادیو فردا در سی امین سالگرد به قتل رسیدن او ساخته شد.